# C/1939 V1 Friend
C/1939 V1 Friend è una cometa non periodica scoperta il 1º novembre 1939 dall'astrofilo statunitense Clarence Lewis Friend. Sue uniche caratteristiche degne di nota sono l'orbita retrograda ed il nucleo che raggiunse la 13ª magnitudine.